# The Essential Alice in Chains
The Essential Alice in Chains è un album del gruppo musicale rock statunitense Alice in Chains che raccoglie  i loro migliori  brani in una sorta  di ampio "best of".

## Tracce
Disc 1
1. " We Die Young "- 2:33
2. " Man in the Box " – 4:47
3. " Sea of Sorrow " – 5:51
4. " Love, Hate, Love " – 6:29
5. " Am I Inside " – 5:09
6. " Brother " – 4:29
7. " Got Me Wrong " – 4:12
8. " Right Turn " – 3:15
9. " Rain When I Die " – 6:03
10. " Them Bones " – 2:31
11. " Angry Chair " – 4:49
12. " Dam That River " – 3:11
13. " Dirt" – 5:17
14. " God Smack" – 3:51
15. " Hate to Feel " – 5:17
16. " Rooster " – 6:16

Disc 2
1. " No Excuses "- 4:16
2. " I Stay Away " – 4:14
3. " What the Hell Have I " [Remix] – 3:54
4. " A Little Bitter" [Remix] – 3:48
5. " Grind " – 4:46
6. " Heaven Beside You " – 5:30
7. " Again " – 4:05
8. " Over Now " [Unplugged Version] – 5:57
9. " Nutshell " [Unplugged Version] – 4:32
10. " Get Born Again " – 5:25
11. " Died " – 5:58
12. " Would? " – 3:28

## Formazione
- Layne Staley - voce, chitarra ritmica
- Jerry Cantrell - chitarra solista, voce
- Mike Inez - basso
- Sean Kinney - batteria